# 绥远省境内蒙古各盟旗地方自治政务委员会
绥远省境内蒙古各盟旗地方自治政务委员会，简称绥境蒙政会，是直隶于国民政府行政院的地方行政机关。會址初設伊金霍洛，後遷公廟子；抗戰期間曾暫遷札薩克旗。

## 简介
民国25年（1936年）1月25日，国民政府决定取消蒙古地方自治政务委员会，将该会的辖区依照省界划分为二，分别成立“绥远省境内蒙古各盟旗地方自治政务委员会”、“察哈尔省境内蒙古各盟旗群地方自治政务委员会”。自此，内蒙古各盟旗又恢复了分属绥远省、察哈尔省的局面。同日，国民政府公布《綏遠省境內蒙古各盟旗地方自治政務委員會暫行組織大綱》15条。
绥远省境内蒙古各盟旗地方自治政务委员会直隶于国民政府行政院，并接受绥远省境内蒙古各盟旗地方自治指导长官公署的监督指导。该会办理乌兰察布盟、伊克昭盟、土默特特别旗、察哈尔右翼旗的事务。
该会设委员19至24人，由行政院自“綏遠省境内各盟旗之盟长、副盟长、札萨克或总管及其他资格相当人员中遴选，呈请国民政府派充之”。并且在委员中指定委员长1人、副委员长3人。各副委员长每年轮流驻会4个月，负责辅助委员长处理公务。委员长因事不能视事时，由驻会副委员长1人代理。另外，该会设专任委员5人。设秘书处、参事处、民治处、实业处、教育处、保安处、卫生处，各设处长1人。另设防共训练委员会、建设委员会、财政委员会、赈济委员会、绥东四旗剿匪司令部。
1936年2月23日，绥远省境内蒙古各盟旗地方自治政务委员会在归绥成立。
1936年2月25日，国民政府公布了《绥远省境内蒙古各盟旗地方自治指导长官公署暂行条例》9条，设正、副指导长官各1人，参赞、秘书长各1人，参事2人，蒙古文、汉文、外文秘书4人，参议22人，咨议14人，实察专员4人，调查员4人，经费皆由国民政府拨给。
民国38年（1949年）9月19日綏遠淪陷时，绥远省境内蒙古各盟旗地方自治政务委员会隨之消亡。民國95年6月23日，蒙藏委員會廢止《綏遠省境內蒙古各盟旗地方自治政務委員會暫行組織大綱》。

## 组成人员
绥远省境内蒙古各盟旗地方自治政务委员会之上设绥远省境内蒙古各盟旗地方自治指导长官、副长官：
- 绥远省境内蒙古各盟旗地方自治指导长官公署
  - 绥远省境内蒙古各盟旗地方自治指导长官：阎锡山（1936年2月13日－）
  - 绥远省境内蒙古各盟旗地方自治副指导长官：朱绶光（1939年6月15日－）
  - 参赞：石华严（1936年2月28日－）
  - 秘书长：康国屏（1936年2月28日－）
  - 参事：
    - 杨文轩（？－）
    - 王绍俊（？－）

绥远省境内蒙古各盟旗地方自治政务委员会的组成人员如下：
- 委员长：
  - 沙克都尔扎布（1936年1月25日－）
  - 图布升吉尔格勒（1943年7月3日代理，11月11日免）
  - 图布升吉尔格勒（1945年8月4日－）
- 副委员长：
  - 巴宝多尔济（1936年1月25日－）
  - 阿拉坦鄂齐尔（1936年1月25日－）
  - 潘第恭察布（1936年1月25日－）
- 委员：（略）
- 秘书处处长：
  - 阿拉坦鄂齐尔（1937年2月2日－）
  - 荣祥（1939年12月1日－）
  - 巴文峻（1945年8月4日－）
- 参事处处长：
  - 沙拉布多尔济（1937年2月2日－）
  - 康达多尔济（1939年12月1日－）
- 民治处处长：
  - 林沁僧格（1937年2月2日－）
  - 特古斯阿木古朗（1939年12月1日－）
- 实业处处长：
  - 康达多尔济（1937年5月24日－）
- 教育处处长：
  - 荣祥（1937年2月2日－）
  - 图布升吉尔格勒（1939年12月1日－）
- 保安处处长：
  - 潘第恭察布（1937年2月2日－）
  - 乌勒济巴雅尔（1939年12月1日－）
- 卫生处处长：
  - 孟克敖其尔（1937年2月2日－1937年3月3日死）
  - 鄂斯克济勒格尔（1937年5月24日－）
  - 色登多尔济（1939年12月1日－）
- 防共训练委员会主任委员：
  - 康达多尔济（？－）
- 建设委员会主任委员：
  - 图布升吉尔格勒（？－）
  - 奇俊峰（1939年12月1日－）
- 财政委员会主任委员：
  - 鄂其尔呼雅克图（1939年12月1日－）
- 赈济委员会主任委员：
  - 旺庆扎布（1939年12月1日－）
- 绥东四旗剿匪司令部司令：
  - 达密凌苏龙（？－）